# Abacetus chalceus
Abacetus chalceus es una especie de escarabajo terrestre de la subfamilia Pterostichinae .  Fue descrito por Maximilien Chaudoir en 1869. 